# Lakatos (foglalkozás)
A lakatos hagyományos mesterség illetve foglalkozás. A lakatos eredetileg  zárak, lakatok, kulcsok illetve épület- vagy bútorvasalások készítésével illetve javításával foglalkozó  szakember volt. Manapság vasból, acélból és egyéb fémes anyagból készült különféle  lemezeket, idomokat, csöveket, vázakat és tartószerkezeteket munkál meg. Épületek és más építmények szerkezeti fémvázainak összeszerelését, felállítását és szétszerelését végzi.

## Története
A lakatosmesterség a középkorban vált külön a kovács mesterségétől. A lakatos a műhelyében munkapadon dolgozott, saját tűzhellyel vagy kis kohóval rendelkezett.
Kialakult hagyományos munkaeszközeinek köre is: kalapácsok, vésők és más kéziszerszámok, üllők, satupadok stb. Tevékenysége már több ágazatra bomlott szét (műlakatos, épületlakatos, géplakatos, karosszérialakatos stb.)

## Feladatai[3]

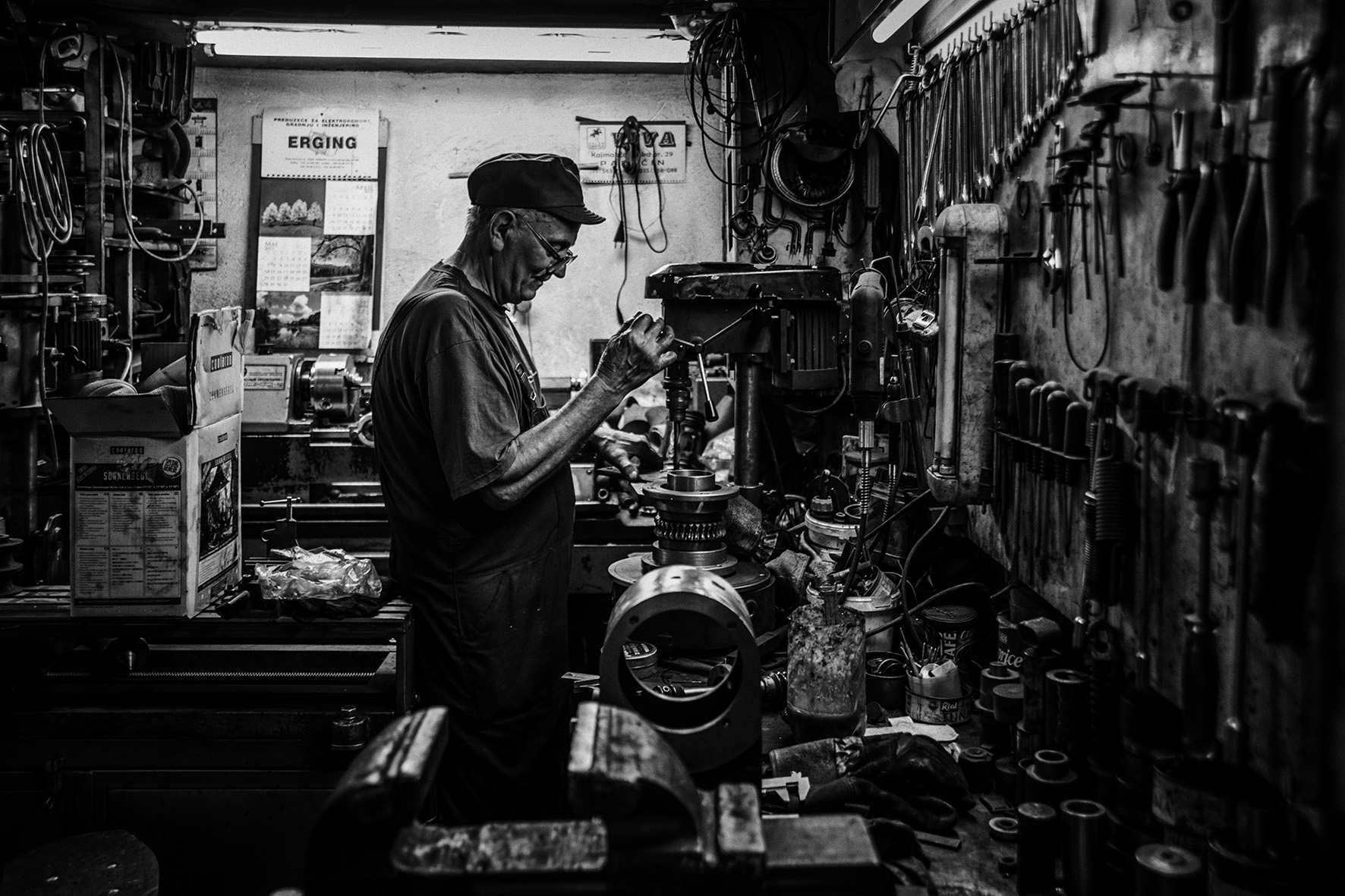
Lakatos (2013)

- fémlemez vágás és átalakítás céljára történő előkészítése;
- könnyű acél- és fémszerkezetű ajtók, ablakok, rácsok, válaszfalak, lépcsők, korlátok, csőszerkezetű berendezések készítése, javítása, szerelése, beépítése;
- vas- és alumíniumszerkezetű kapuk, ajtók és ablakok, korlátok, kazánok alkatrészeinek elkészítése, összeszerelése, föl- és leszerelése, karbantartása és javítása;
- gépjárművek alvázának, vázszerkezetének, külső lemezborításának, szerelvényeinek elkészítése, szerelése, felújítása;
- különféle közegek szállítására alkalmas vezetékek, vezetékrendszerek kialakítása, a különböző elzáró és szabályozó elemek beépítése, a kész vezetékrendszerek karbantartása;
- vas- és fémszerkezetek elemeinek előrajzolása, lemezek, idomprofilok darabolása, a darabolt anyagok összeillesztése, csavarozása, anyagok hajlítása, formálása, alakítása;
- az acélszerkezeti és karosszéria jellegű munkáknál esetleg hegesztési műveletek végzése;
- gépek és berendezések rendeltetésszerű üzemképes állapotának biztosítása, váratlan meghibásodások okainak feltárása, elhárítása, illetve felújítási munkák végzése;
- termékek minőségének és szerelésének ellenőrzése a műszaki leírás szerint.

## Lakatosok jellemző munkakörei
Bányalakatos

Darulakatos

Díszlet-lakatos

Díszműlakatos

Épület-szerkezet lakatos

Gépbeállító lakatos

Géplakatos

Gépszerelő és -karbantartó lakatos

Karosszéria lakatos

Lemezlakatos

Öntödei géplakatos

Szerkezetlakatos

Vas- és fémszerkezeti lakatos